# 2020年のJリーグ
この項目では、2020年シーズンの日本プロサッカーリーグ (Jリーグ) について述べる。

## 概要
Jリーグ発足から28年目のシーズン。明治安田生命保険相互会社をタイトルパートナー (冠スポンサー)として、「2020明治安田生命Jリーグ」(英: 2020 MEIJI YASUDA J.LEAGUE) の名称で行われた。
この年は東京オリンピックが開催される関係で、開催期間である7月24日から8月9日までの間は全てのカテゴリで試合を開催しないことが明らかになっている。また、J1参入プレーオフの決定戦について、開催方式について議論を行うため、レギュレーション発表時点では「調整中」とされた が、2020年1月30日付で前年と同じレギュレーションで開催することを改めて発表した。
レギュレーションにおける変更点としては、J1のリーグ戦全試合においてビデオ・アシスタント・レフェリー (VAR) を導入することが公表されており、前年から導入されているFUJI XEROX SUPER CUP2020、2020JリーグYBCルヴァンカッププライムステージ、J1参入プレーオフ決定戦をあわせ、合計321試合にVARが導入される。

### 新型コロナウイルス感染拡大の影響
2月21日にJ1が、23日にJ2が開幕したものの、新型コロナウイルス感染拡大についての国の専門家会議の見解 を受け、2月25日、翌2月26日開催予定だった2020JリーグYBCルヴァンカップグループステージ第2節7試合の延期を決定。さらに同日午後に開催した理事会で、同年3月15日までに開催予定だった公式戦全94試合（J1第2節から第4節、J2第2節から第4節、J3第1節・第2節、およびJリーグYBCルヴァンカップグループステージ第2節・第3節）を延期することを決定。3月18日開催予定のJ1第5節・J2第5節からの再開を目指す方針を明らかにする。日本国内で新型コロナウイルス感染拡大問題を理由にプロスポーツ開催が中止となる初の事例となった。Jリーグ全日程の中止・延期は、東日本大震災の影響により2011年3月12日から4月17日まで中止・延期されて以来となった。以降、感染収束が見えない中で、Jリーグも特別ルールの導入など対応に追われた。以下は同日以降の関連タイムライン。
3月2日
一般社団法人日本野球機構 (NPB) と共同で「新型コロナウイルス対策連絡会議」を設立。新型コロナウイルスの感染状況を的確に収集・分析し情報共有することを目的としており、運営に関する意思決定は各団体で行うこととしている。
3月9日
この日行われた2回目の「新型コロナウイルス対策連絡会議」での専門家チームからの助言を受け、同日夜に全実行委員が集まってビデオ会議を開き、会議後の記者会見で村井満チェアマンが「3月いっぱいの全公式戦の延期」を全クラブとの間で基本的に合意したことを公表。3月12日の実行委員会及び臨時理事会で決定。追加で対象となったのは、J1第5節・第6節、J2第5節から第7節、J3第3節・第4節の69試合。
3月17日
この日行われた理事会で、実行委員会での了承を前提として、リーグ昇降格に関する「特例ルール」適用を承認（3月19日に行われた臨時実行委員会での了承をもって正式決定）。今シーズンに限り、J1及びJ2において「原則として降格無し」、J2及びJ3において「最大2クラブ昇格」とする。
3月25日
この日行われた臨時の実行委員会で、新型コロナウイルスの感染予防および拡散防止のため、J1 第8節-第12節、J2 第8節-第12節・J3 第5節-第6節・ルヴァンカップグループステージ第4節-第6節の全151試合の延期を決定。J1は5月9日（第13節）、J2は5月2日（第13節）からの再開、J3は4月25日（第7節）の開幕を目指すとした。
4月3日
この日行われた5回目の「新型コロナウイルス対策連絡会議」での専門家チームからの助言を受け、臨時の実行委員会を開催し、3月25日に決めた再開・開幕の日程を白紙に戻すことを決定。4月8日に5月27日まで開催予定のすべての公式戦123試合（J1 第13節-第15節、J2 第13節-第17節・J3 第7節-第10節・ルヴァンカッププレーオフステージ第1戦）の延期を発表した上で、その後の開催予定も「未定」とした。
4月15日
この日行われた臨時理事会で、レギュレーションの変更を含む以下の事項を決定。
- 本年に限りJ1参入プレーオフは開催しない（J2からJ1への昇格は自動昇格の2チームのみ）。
- 各ディビジョンにおいて基準試合数（全試合数の75%、かつ、全クラブが50%（ホーム、アウェイ問わず）を開催）を満たせなかった場合は大会が成立しなかったものとみなし、当該ディビジョンからの昇格も行われず、各種表彰も行わない。この場合、試合の公式記録は「参考記録」扱いとし、選手個人の成績のみ個人記録として参入する。
- リーグ戦安定開催融資規程に基づいてJリーグから各クラブが融資を受けた場合でも、それが新型コロナウイルス感染症の影響による資金繰り対策である場合に限り、「無担保での融資を行う」「融資の事実を公表しない」「融資に伴う制裁を免除する」こととする。
- 2020年シーズンから開始予定だった「Jエリートリーグ」（選手育成を目的とし、試合毎に21歳以下の選手3名以上のエントリーを義務づけたリーグ戦）を今年度は中止する。
- Jリーグクラブライセンス制度におけるライセンス交付判定及び取消判定において、各クラブが19年度決算および20年度決算において当期純損失を計上しもしくは純資産がマイナス（債務超過）となった場合でも、それが、新型コロナウイルスによる影響であると認められる場合には、ライセンス不交付（または取消）の基準となる「3期以上連続で当期純損失を計上した場合」とみなさない（純損失及び債務超過を2021年度決算に持ち越さないことが前提）。また「ホームゲーム数の80%以上開催」の基準も2020年シーズンについては適用しない。

4月30日
4月23日に行われた6回目の「新型コロナウイルス対策連絡会議」での専門家チームからの助言ならびに同日行われた臨時の実行委員会を踏まえ、6月7日まで開催予定のすべての公式戦49試合（J1 第16節、J2 第18節-第19節・J3 第11節-第12節の延期を発表した上で、その後の開催予定も「未定」とした。
5月14日
2020シーズンから導入予定だった「JリーグU-21選手出場奨励ルール」の適用中止を発表。
5月29日
この日行われた臨時実行委員会において、未定とされていた日程について、以下の通りとすることを決定。
- J1第2節を7月4日に、J2第2節を6月27日に再開、J3を6月27日に開幕とする。
- 当面は無観客試合で開催し、感染状況を鑑みて観客を入れた試合の実施を検討する。
- 発表済みの日程についてはすべて白紙に戻した上で、感染予防の観点から近隣クラブとの対戦を優先的に実施するように日程を設定する。

6月5日
この日行われた臨時理事会において、リーグのレギュレーションを以下の通りとすることを決定。
- 開催期間について、J1は12月19日まで、J2・J3は12月20日までの開催とし、感染予防の観点から各ディビジョンとも近隣クラブとの対戦を優先的に実施する。
- 選手交代枠を5名に拡大（交代回数はハーフタイムを除き3回まで）とする。
- J3に参加を予定していたFC東京U-23の参加辞退を承認し、J3は「18チーム・2回戦総あたり（全34節・306試合）」での開催に変更する。

6月15日
すでに発表された方針に従い具体的な2020Jリーグの日程発表がされた。J1第2節・第3節、J2第2節・第3節、J3第1節、第2節については「リモートマッチ」（無観客試合）での開催とされ、以後の試合の扱いは決定次第公表とされた。
後に、7月10日以後、原則として上限5000人（キャパシティの少ないスタジアムは収容人員の50%より少ないほう）までとする「超厳戒態勢有観客試合（強い制限）」へ移行、8月以後はスタジアムの収容人員の50%までを上限とする「厳戒態勢有観客試合（緩和された制限）」とする方針を決めた。
6月23日
この日行われた理事会で、リーグのレギュレーション等について以下の変更を決定。
- Jリーグが選手・関係者全員に新型コロナウイルス感染症に関する検査を実施し、陰性と判定されたエントリー可能な選手が両チームとも14人以上（GK1人を含む）おり、かつ審判員が3人（主審+副審2名）確保可能な場合に試合開催可能とする。この条件が整わなかった場合、試合中止となり、代替日程が確保できない場合はチェアマンの判断により試合を中止とする。
- J1リーグで導入されていたビデオ・アシスタント・レフェリー (VAR) は、審判員の確保が困難なことから、再開後は導入を見送る。
- 各リーグ戦における、勝ち点が並んだ場合の順位決定方法について、「得失点差→総得点数→当該クラブ間の対戦成績→反則ポイント」としていたものを、「得失点差→当該クラブ間の対戦成績（ホーム・アンド・アウェーを開催できた場合のみ）→勝利数→総得点数→反則ポイント」に変更。
- 試合開催関連の補填財源確保のため、チーム年間表彰及び個人表彰の賞金を一律半額に減じる。

7月20日
この日行われた臨時実行委員会で、「Jリーグ新型コロナウイルス感染症ガイドライン」の有観客試合におけるガイドラインの適用時期について、「超厳戒態勢有観客試合（強い制限）」での試合運営を8月10日まで延長すると発表。
7月26日
前日（7月25日）に名古屋グランパスの選手・関係者に実施したPCR検査の結果、選手・スタッフ3名に陽性反応が現れ、濃厚接触者の特定が同日のJ1第7節・サンフレッチェ広島戦（エディオンスタジアム広島）の試合開始直前となり、試合開催要件の「陰性と判定されたエントリー可能な選手を14人以上確保」を満たさなくなる可能性が生じたため、この日の試合中止を決定。
7月27日
「Jリーグ新型コロナウイルス感染症ガイドライン」の有観客試合におけるガイドラインの適用時期について、「超厳戒態勢有観客試合（強い制限）」での試合運営を8月31日まで延長すると発表。
8月2日
この日までに行われたJリーグ公式のPCR検査の結果、アビスパ福岡の選手1名に対して「陽性の可能性が非常に高い」と判定されたことを受け、最終的な陽性診断がなされた場合に、同日開催の大宮アルディージャvsアビスパ福岡（NACK5スタジアム大宮）の試合開催前に濃厚接触者の特定ができないことが確認されたため、この試合の中止を決定。
8月4日
沖縄県緊急事態宣言に伴うFC琉球からの要請を受け、8月12日に開催されるJ2第11節・FC琉球vsヴァンフォーレ甲府（タピック県総ひやごんスタジアム）について、リモートマッチ（無観客試合）での開催を決定。その後8月14日には、沖縄県緊急事態宣言の期間延長に伴い、8月19日開催予定のJ2第13節・FC琉球vs栃木SCと8月29日開催予定のJ2第15節・FC琉球vsモンテディオ山形（共にタピック県総ひやごんスタジアム）についてもリモートマッチ（無観客試合）での開催を決定
8月12日
前日（8月11日）にサガン鳥栖の選手・関係者に実施したPCR検査の結果、複数名の選手・関係者に「陽性」または「陽性の可能性が高い」との診断及び検査結果が出たことを受け、同日開催のルヴァンカップグループステージ第3節・サンフレッチェ広島vsサガン鳥栖（エディオンスタジアム広島）の試合中止を決定。
8月13日
前日のサガン鳥栖における集団感染の確認を受け、鳥栖が集団感染が発生した場合のチーム活動のプロトコルに基づく活動自粛を行うこと を受け、8月23日までの鳥栖が関係するJ1リーグ3試合の開催延期を決定する とともに、前日中止となったルヴァンカップグループステージについては代替試合を行わない事を決定。その後、保健所の指導により8月25日まで鳥栖のトレーニングが行われないことを踏まえ、8月29日開催予定のJ1第13節・湘南ベルマーレvsサガン鳥栖（Shonan BMWスタジアム平塚）も中止が決定。
8月25日
「Jリーグ新型コロナウイルス感染症ガイドライン」の有観客試合におけるガイドラインの適用時期について、「超厳戒態勢有観客試合（強い制限）」での試合運営を9月30日まで延長すると発表。
9月24日
「Jリーグ新型コロナウイルス感染症ガイドライン」の有観客試合におけるガイドラインの適用時期について、9月30日以降は「厳戒態勢」に移行し、順次「収容人員の50%まで・ビジター席なし」または「上限3000人又は収容人員の30%の多い方まで・ビジター席あり」のいずれかに緩和した上で、10月30日以降は「収容人員の50%まで・ビジター席あり」まで緩和すると発表。
10月13日
この日行われた理事会で、配分金について以下の変更を決定。
- 降格救済金を降格2年目にも支給する。額は降格前の所属リーグの均等配分金の額の60%を受け取るための差額。
- 2020年度・2021年度の順位に基づく理念強化配分金の支給を停止。
- 理念強化配分金停止時にはACLサポート配分金を1クラブ1億円とする。
- 賞金は従前の額に戻す。
- U-21選手出場奨励金は引き続き停止。

11月2日
前日（11月1日）に柏レイソルの選手1名に実施したPCR検査の結果、当該選手に陽性反応が見られたこと、さらにスタッフ2名に発熱の症状が見られ、2名の濃厚接触疑い者を特定するプロセスが翌日開催予定のベガルタ仙台vs柏レイソル（ユアテックスタジアム仙台）の試合開催時点までにとれないことが確認されたため、この試合の中止を決定。
11月4日
前々日（11月3日）に発熱のあった柏レイソルのスタッフ2名に加え、選手2名、スタッフ8名にPCR検査の陽性反応が示されたことから、11月7日開催予定のルヴァンカップ決勝・柏レイソルvsFC東京（国立競技場）の中止を決定。ルヴァンカップの決勝が中止になるのは史上初。その後、11月14日開催予定のJ1第27節・柏レイソルvs大分トリニータ（三協フロンテア柏スタジアム）の中止も決定。
11月15日
前日（11月14日）に愛媛FCの選手に実施したPCR検査の結果、選手1名に陽性反応が見られたことと、選手4名とトップチームスタッフ1名が当該選手の濃厚接触者と指定されたことを受け、感染経路が不明なことを理由に愛媛県知事が選手・スタッフ全員のPCR検査と同日開催予定のJ2第34節・愛媛FCvsヴァンフォーレ甲府（ニンジニアスタジアム）の試合中止を強く要請したこと受け、この試合の中止を決定。

## できごと
新型コロナウイルス感染拡大の影響については別記。
1月10日
各クラブのホーム開幕カードが発表される。J1は前年同様1試合（湘南ベルマーレ vs 浦和レッズ）が2月21日金曜日開幕となり、その他のカードは翌22日土曜日と23日日曜日に開幕。J2は2月23日に、J3は3月7日・8日にそれぞれ開幕。またJ2のモンテディオ山形とJ3のヴァンラーレ八戸は第4節がホーム開幕となる。また、J3のカターレ富山はホームスタジアムの富山県総合運動公園陸上競技場がフィールド改修工事に入っており4月中旬まで使用できない ことから、開幕節ではテクノポート福井スタジアム（福井県坂井市）を使用する予定とした（開幕延期のため実際には使用せず）。
1月22日
2020年シーズンの全日程およびが発表される。2020年東京オリンピックの関係でFC東京が第17節からアウェイ8連戦、鹿島アントラーズが第20節からアウェイ5連戦になるほか、横浜F・マリノスがニッパツ三ツ沢球技場で、北海道コンサドーレ札幌が札幌厚別公園競技場で、浦和レッズが浦和駒場スタジアムで開催する日程が組まれている。
1月30日
この日行われた理事会で、日本フットボールリーグ (JFL) で複数年にわたり観客動員水増しを行っていた奈良クラブ（Jリーグ百年構想クラブ）について、Jリーグ百年構想クラブ規程およびJリーグ規約違反と認定し、Jリーグ百年構想クラブ資格の「解除条件付き失格」とすることを決定。
2月25日
この日行われた理事会で、いわきFC・VONDS市原・南葛SC・ヴィアティン三重・FC大阪の5チームをJリーグ百年構想クラブに承認。
同理事会では2020年の（公社）日本プロサッカーリーグ理事・監事・特任理事候補者を内定。常勤理事の米田惠美が退任し、後任として特任理事だった佐伯夕利子を充てると共に、コミュニケーション・マーケティング本部・本部長で旧・Jリーグマーケティング（現在の株式会社Jリーググローバルカンパニー部門）社長だった窪田慎二が常任理事に昇格。また、松本山雅FC前監督の反町康治、元アメリカンフットボール選手の秦英之、元Jリーガーの播戸竜二を特任理事として選任。3月12日の社員総会及び臨時理事会で正式に選任。
3月17日
この日行われた理事会で、日本サッカー協会 (JFA) の次期役員に内定した須原清貴（JFA専務理事）、反町康治（JFA技術委員会委員長に内定）、黛俊行（JFA審判委員会委員長に内定）の3名を（公社）日本プロサッカーリーグ理事（非常勤）に内定。反町は特任理事に就任していたが、役職変更。
また、同じ理事会で、京都サンガF.C.のホームタウンを「京都市・宇治市・城陽市・向日市・長岡京市・京田辺市・木津川市・亀岡市・南丹市・京丹波町・福知山市・舞鶴市・綾部市・八幡市」に変更（八幡市を追加）することを承認。
6月8日
同年2月9日に行われたプレシーズンマッチ・京都サンガF.C. vs セレッソ大阪（サンガスタジアム by KYOCERA）において、京都サポーターが人種差別適思想を掲げたナチスドイツの親衛隊を想起させるデザインの旗を使用していたことをクラブが看過したとして、Jリーグ規約違反及びJFA懲罰規定に該当するとして京都に罰金100万円を課すことを決定。
6月23日
この日行われた理事会で、1月30日付でJリーグ百年構想クラブ資格の「解除条件付き失格」処分を受けていた奈良クラブについて、失格解除（Jリーグ百年構想クラブに再認定）とすることを決定。
7月16日
2021年度のJ3昇格の入会案件の一部特例処置をとることを発表。今年度に限り「J3昇格を希望するJリーグ百年構想クラブの入会直前年度のJFL主催試合における、1試合平均の動員数」については適用せず、リーグ戦成績のみを基に判定することになった。ただし、これを適用するのは「JFLのリーグ戦がJFLの定めるリーグ戦成立要件を満たすこと」を条件とした。
8月3日
東京武蔵野シティFC (JFL) から7月31日付で提出されたJリーグ百年構想クラブからの脱退届を承認。
8月22日
この日行われたJ3第11節・福島ユナイテッドFC vs FC岐阜（郡山西部サッカー場）の試合が雷雨のため後半開始直前・福島 0-2 岐阜の状況で中断し、そのまま中止となった。その後、会場をとうほう・みんなのスタジアムに変更し、9月9日に再開試合を行うことを決定。
9月17日
ブラウブリッツ秋田がJ3加盟の2014年シーズン開幕戦から2019年シーズン開幕戦までの全ホームゲーム（85試合）で、Jリーグが規定する入場者数の算定方法を用いなかった上、ボランティアや運営スタッフを入場者数に加算したり、入場者数を実数より10％程度多く算出するなどの水増し行為を行っていたとして、Jリーグ規約違反により秋田に罰金400万円を課すことを決定。
9月23日
この日行われたJ1第18節・川崎フロンターレ vs 横浜FC（等々力陸上競技場）に横浜FCの三浦知良が53歳6ヶ月28日で先発出場。中山雅史がコンサドーレ札幌時代の2012年11月24日に記録した45歳2ヶ月1日のJ1最年長出場記録を大幅に更新。
9月28日
2021シーズンのクラブライセンスの審査結果を公表。
11月6日
アルビレックス新潟に所属していたFWファビオが9月17日に酒気帯び運転で検挙されたことに対する指導監督不行き届き、さらにこの件をクラブが同日把握したにもかかわらず10月14日までJリーグに報告せず、この間クラブ独自の判断で6試合に出場させ、Jリーグの信用を毀損したとして、Jリーグ規約違反により新潟に罰金300万円と譴責の処分を課すことを決定
11月18日
この日行われたJ3第28節第1日の結果により、ブラウブリッツ秋田のJ3優勝（3年ぶり2回目）およびJ2昇格が決定。
11月25日
この日行われたJ1第29節第3日の結果により、川崎フロンターレのJ1優勝（2年ぶり3回目）が決定 。なお、同日にはプロ野球でも福岡ソフトバンクホークスが日本シリーズでの優勝が決定しており、史上初めてJ1リーグとプロ野球の年間優勝決定が同日に決定した。
12月5日
この日行われたJ1第31節・清水エスパルス vs 川崎フロンターレ（IAIスタジアム日本平）で、試合前の選手入場時に優勝チームをたたえるガード・オブ・オナーをJリーグで初めて実施。清水監督の平岡宏章らの提案によるもの。
12月9日
AFCチャンピオンズリーグ2020 (ACL) に出場したFC東京・横浜F・マリノス・ヴィッセル神戸に対して、ACLとリーグ戦の日程重複の関係からゴールキーパーに限って追加登録期限後の選手登録を認める措置を発表。このルールを適用して、FC東京がジュビロ磐田から志村滉を獲得。
12月16日
この日行われたJ2第41節・松本山雅FC vs 東京ヴェルディ（サンプロ アルウィン）の公式記録における気温が氷点下3.3度となり、これまでの最低気温記録だった0.0度（2000年3月26日・J2第3節・モンテディオ山形 vs 水戸ホーリーホック＠山形県総合運動公園陸上競技場）を20年ぶりに更新。この日は同時刻に開催された水戸ホーリーホック vs FC琉球（ケーズデンキスタジアム水戸）も氷点下3.1度、栃木SC vs ジェフユナイテッド千葉（カンセキスタジアムとちぎ）も氷点下1.0度と、3試合で氷点下を記録した。
12月20日
この日行われたJ2第42節第1日の結果により、徳島ヴォルティスのJ2優勝（初優勝）が決定。
12月30日
ガンバ大阪に所属していたFWアデミウソンが10月25日に酒気帯び状態で交通事故を起こし、必要な救護・報告を行わないまま走り去ったことに対する指導監督不行き届きを理由に、Jリーグ規約違反によりG大阪に罰金300万円と譴責の処分を課すことを決定

### 試合の中止・延期
| 中止日   | 大会・節           | 対戦カード（会場）        | 中止・延期理由                           | 代替試合日   | 備考 |
| -------- | ------------------ | ------------------------- | ---------------------------------------- | ------------ | ---- |
| 7月26日  | J1第7節            | 広島 - 名古屋（Eスタ）    | 名古屋関係者の新型コロナウィルス陽性判定 | 11月11日     |      |
| 8月2日   | J2第9節            | 大宮 - 福岡（NACK）       | 福岡関係者の新型コロナウィルス陽性判定   | 9月16日      |      |
| 8月12日  | ルヴァン杯 GS第3節 | 広島 - 鳥栖（Eスタ）      | 鳥栖関係者の新型コロナウィルス陽性判定   | なし         |      |
| 8月15日  | J1第10節           | 鳥栖 - G大阪（駅スタ）    | 鳥栖関係者の新型コロナウィルス陽性判定   | 10月7日      |      |
| 8月19日  | J1第11節           | 仙台 - 鳥栖（ユアスタ）   | 鳥栖関係者の新型コロナウィルス陽性判定   | 11月8日      |      |
| 8月23日  | J1第12節           | 鳥栖 - 札幌（駅スタ）     | 鳥栖関係者の新型コロナウィルス陽性判定   | 9月16日      |      |
| 8月29日  | J1第13節           | 湘南 - 鳥栖（BMWス）      | 鳥栖関係者の新型コロナウィルス陽性判定   | 10月21日     |      |
| 8月29日  | J3第12節           | 富山 - 八戸（富山）       | 雷雨の影響                               | 10月21日     |      |
| 8月30日  | J3第12節           | 岐阜 - 秋田（長良川）     | 雷雨の影響                               | 10月14日     |      |
| 9月2日   | J3第13節           | 鹿児島 - 岩手（白波スタ） | 台風9号の影響                            | 9月3日       |      |
| 9月6日   | J3第14節           | 鹿児島 - 八戸（白波スタ） | 台風10号の影響                           | 9月8日       |      |
| 9月6日   | J3第14節           | 熊本 - 長野（えがおS）    | 台風10号の影響                           | 9月9日       |      |
| 11月3日  | J1第26節           | 仙台 - 柏（ユアスタ）     | 柏関係者の新型コロナウィルス陽性判定     | 12月1日      |      |
| 11月7日  | ルヴァン杯 決勝    | 柏 - FC東京（国立）       | 柏関係者の新型コロナウィルス陽性判定     | 2021年1月4日 |      |
| 11月14日 | J1第27節           | 柏 - 大分（三協F柏）      | 柏関係者の新型コロナウィルス陽性判定     | 12月9日      |      |
| 11月15日 | J2第34節           | 愛媛 - 甲府（ニンスタ）   | 愛媛関係者の新型コロナウィルス陽性判定   | 12月9日      |      |

## J1
| 順 | チーム                  | 試 | 勝 | 分 | 敗 | 得 | 失 | 差  | 点 | 出場権または降格               |
| -- | ----------------------- | -- | -- | -- | -- | -- | -- | --- | -- | ------------------------------ |
| 1  | 川崎フロンターレ (C, Q) | 34 | 26 | 5  | 3  | 88 | 31 | +57 | 83 | ACL2021 グループステージ出場   |
| 2  | ガンバ大阪 (Q)          | 34 | 20 | 5  | 9  | 46 | 42 | +4  | 65 | ACL2021 グループステージ出場   |
| 3  | 名古屋グランパス (Q)    | 34 | 19 | 6  | 9  | 45 | 28 | +17 | 63 | ACL2021 グループステージ出場   |
| 4  | セレッソ大阪 (Q)        | 34 | 18 | 6  | 10 | 46 | 37 | +9  | 60 | ACL2021 プレーオフステージ出場 |
| 5  | 鹿島アントラーズ        | 34 | 18 | 5  | 11 | 55 | 44 | +11 | 59 |                                |
| 6  | FC東京                  | 34 | 17 | 6  | 11 | 47 | 42 | +5  | 57 |                                |
| 7  | 柏レイソル              | 34 | 15 | 7  | 12 | 60 | 46 | +14 | 52 |                                |
| 8  | サンフレッチェ広島      | 34 | 13 | 9  | 12 | 46 | 37 | +9  | 48 |                                |
| 9  | 横浜F・マリノス         | 34 | 14 | 5  | 15 | 69 | 59 | +10 | 47 |                                |
| 10 | 浦和レッズ              | 34 | 13 | 7  | 14 | 43 | 56 | −13 | 46 |                                |
| 11 | 大分トリニータ          | 34 | 11 | 10 | 13 | 36 | 45 | −9  | 43 |                                |
| 12 | 北海道コンサドーレ札幌  | 34 | 10 | 9  | 15 | 47 | 58 | −11 | 39 |                                |
| 13 | サガン鳥栖              | 34 | 7  | 15 | 12 | 37 | 43 | −6  | 36 |                                |
| 14 | ヴィッセル神戸          | 34 | 9  | 9  | 16 | 50 | 59 | −9  | 36 |                                |
| 15 | 横浜FC                  | 34 | 9  | 6  | 19 | 38 | 60 | −22 | 33 |                                |
| 16 | 清水エスパルス          | 34 | 7  | 7  | 20 | 48 | 70 | −22 | 28 |                                |
| 17 | ベガルタ仙台            | 34 | 6  | 10 | 18 | 36 | 61 | −25 | 28 |                                |
| 18 | 湘南ベルマーレ          | 34 | 6  | 9  | 19 | 29 | 48 | −19 | 27 |                                |

## J2
| 順 | チーム                  | 試 | 勝 | 分 | 敗 | 得 | 失 | 差  | 点 | 昇格または降格      |
| -- | ----------------------- | -- | -- | -- | -- | -- | -- | --- | -- | ------------------- |
| 1  | 徳島ヴォルティス (C, P) | 42 | 25 | 9  | 8  | 67 | 33 | +34 | 84 | J1リーグ 2021へ昇格 |
| 2  | アビスパ福岡 (P)        | 42 | 25 | 9  | 8  | 51 | 29 | +22 | 84 | J1リーグ 2021へ昇格 |
| 3  | V・ファーレン長崎       | 42 | 23 | 11 | 8  | 66 | 39 | +27 | 80 |                     |
| 4  | ヴァンフォーレ甲府      | 42 | 16 | 17 | 9  | 50 | 41 | +9  | 65 |                     |
| 5  | ギラヴァンツ北九州      | 42 | 19 | 8  | 15 | 59 | 51 | +8  | 65 |                     |
| 6  | ジュビロ磐田            | 42 | 16 | 15 | 11 | 58 | 47 | +11 | 63 |                     |
| 7  | モンテディオ山形        | 42 | 17 | 11 | 14 | 59 | 42 | +17 | 62 |                     |
| 8  | 京都サンガF.C.          | 42 | 16 | 11 | 15 | 47 | 45 | +2  | 59 |                     |
| 9  | 水戸ホーリーホック      | 42 | 16 | 10 | 16 | 68 | 62 | +6  | 58 |                     |
| 10 | 栃木SC                  | 42 | 15 | 13 | 14 | 41 | 39 | +2  | 58 |                     |
| 11 | アルビレックス新潟      | 42 | 14 | 15 | 13 | 55 | 55 | 0   | 57 |                     |
| 12 | 東京ヴェルディ          | 42 | 13 | 15 | 14 | 48 | 48 | 0   | 54 |                     |
| 13 | 松本山雅FC              | 42 | 13 | 15 | 14 | 44 | 52 | −8  | 54 |                     |
| 14 | ジェフユナイテッド千葉  | 42 | 15 | 8  | 19 | 47 | 51 | −4  | 53 |                     |
| 15 | 大宮アルディージャ      | 42 | 14 | 11 | 17 | 43 | 52 | −9  | 53 |                     |
| 16 | FC琉球                  | 42 | 14 | 8  | 20 | 58 | 61 | −3  | 50 |                     |
| 17 | ファジアーノ岡山        | 42 | 12 | 14 | 16 | 39 | 49 | −10 | 50 |                     |
| 18 | ツエーゲン金沢          | 42 | 12 | 13 | 17 | 57 | 67 | −10 | 49 |                     |
| 19 | FC町田ゼルビア          | 42 | 12 | 13 | 17 | 41 | 52 | −11 | 49 |                     |
| 20 | ザスパクサツ群馬        | 42 | 15 | 4  | 23 | 40 | 62 | −22 | 49 |                     |
| 21 | 愛媛FC                  | 42 | 8  | 10 | 24 | 38 | 68 | −30 | 34 |                     |
| 22 | レノファ山口FC          | 42 | 9  | 6  | 27 | 43 | 74 | −31 | 33 |                     |

## J3
| 順 | チーム                    | 試 | 勝 | 分 | 敗 | 得 | 失 | 差  | 点 | 昇格または降格      |
| -- | ------------------------- | -- | -- | -- | -- | -- | -- | --- | -- | ------------------- |
| 1  | ブラウブリッツ秋田 (C, P) | 34 | 21 | 10 | 3  | 55 | 18 | +37 | 73 | J2リーグ 2021へ昇格 |
| 2  | SC相模原 (P)              | 34 | 16 | 13 | 5  | 43 | 35 | +8  | 61 | J2リーグ 2021へ昇格 |
| 3  | AC長野パルセイロ          | 34 | 17 | 8  | 9  | 45 | 26 | +19 | 59 |                     |
| 4  | 鹿児島ユナイテッドFC      | 34 | 18 | 4  | 12 | 55 | 43 | +12 | 58 |                     |
| 5  | ガイナーレ鳥取            | 34 | 17 | 6  | 11 | 47 | 37 | +10 | 57 |                     |
| 6  | FC岐阜                    | 34 | 16 | 8  | 10 | 50 | 39 | +11 | 56 |                     |
| 7  | FC今治                    | 34 | 15 | 10 | 9  | 39 | 27 | +12 | 55 |                     |
| 8  | ロアッソ熊本              | 34 | 16 | 6  | 12 | 56 | 47 | +9  | 54 |                     |
| 9  | カターレ富山              | 34 | 15 | 5  | 14 | 52 | 43 | +9  | 50 |                     |
| 10 | 藤枝MYFC                  | 34 | 14 | 7  | 13 | 48 | 44 | +4  | 49 |                     |
| 11 | いわてグルージャ盛岡      | 34 | 11 | 9  | 14 | 36 | 47 | −11 | 42 |                     |
| 12 | アスルクラロ沼津          | 34 | 12 | 5  | 17 | 36 | 40 | −4  | 41 |                     |
| 13 | 福島ユナイテッドFC        | 34 | 11 | 6  | 17 | 46 | 55 | −9  | 39 |                     |
| 14 | ガンバ大阪U-23 (Z)        | 34 | 9  | 8  | 17 | 43 | 55 | −12 | 35 | 活動終了            |
| 15 | ヴァンラーレ八戸          | 34 | 8  | 9  | 17 | 42 | 56 | −14 | 33 |                     |
| 16 | カマタマーレ讃岐          | 34 | 7  | 10 | 17 | 33 | 52 | −19 | 31 |                     |
| 17 | Y.S.C.C.横浜              | 34 | 5  | 12 | 17 | 37 | 66 | −29 | 27 |                     |
| 18 | セレッソ大阪U-23 (Z)      | 34 | 5  | 10 | 19 | 28 | 61 | −33 | 25 | 活動終了            |

## 昇格・降格
この年はレギュレーションの変更により、降格（J1→J2、J2→J3）は行われない。
J2からJ1への昇格
- J2第41節第1日（12月16日）の結果により、徳島ヴォルティス とアビスパ福岡 のJ1昇格が決定。

J3からJ2への昇格
- J3第28節第1日（11月18日）の結果により、ブラウブリッツ秋田のJ2昇格が決定
- J3第34節第1日（12月20日）の結果により、SC相模原のJ2昇格が決定

JFLからJ3への参入
- JFL 第29節 (11月21日・22日) の結果によりテゲバジャーロ宮崎がJ3参入のための成績条件 (JFLで年間4位以内およびJリーグ百年構想クラブ内での上位2クラブ) を満たすことが確定し、事前に成績要件以外のJ3入会審査をクリアしていた ため、宮崎のJ3参入が確定。

## 表彰
Jリーグアウォーズは2020年12月22日にオンライン形式で開催された。
| 賞                       | 受賞者 |
| ------------------------ | --- |
| 最優秀選手賞             | マイケル・オルンガ (柏レイソル) |
| 得点王                   | マイケル・オルンガ (柏レイソル) |
| ベストヤングプレーヤー賞 | 瀬古歩夢 (セレッソ大阪) |
| 優勝監督賞 (J1)          | 鬼木達 (川崎フロンターレ) |
| 優勝監督賞 (J2)          | リカルド・ロドリゲス (徳島ヴォルティス) |
| 優勝監督賞 (J3)          | 吉田謙 (ブラウブリッツ秋田) |
| 優秀監督賞 (J1)          | 宮本恒靖 (ガンバ大阪) |
| 優秀監督賞 (J2)          | 小林伸二 (ギラヴァンツ北九州) |
| 優秀監督賞 (J3)          | 三浦文丈 (SC相模原) |
| 最優秀主審賞             | 西村雄一 |
| 最優秀副審賞             | 武部陽介 |
| フェアプレー賞 高円宮杯  | 大分トリニータ |
| フェアプレー賞 (J1)      | 川崎フロンターレ、ガンバ大阪、セレッソ大阪、サガン鳥栖、横浜FC、サンフレッチェ広島、ベガルタ仙台、湘南ベルマーレ、清水エスパルス、名古屋グランパス |
| フェアプレー賞 (J2)      | ギラヴァンツ北九州、大宮アルディージャ、モンテディオ山形、徳島ヴォルティス、ツエーゲン金沢、ファジアーノ岡山、ザスパクサツ群馬、FC琉球、愛媛FC、松本山雅FC、東京ヴェルディ、京都サンガF.C.、V・ファーレン長崎、ヴァンフォーレ甲府、栃木SC、ジェフユナイテッド千葉、ジュビロ磐田、水戸ホーリーホック、アルビレックス新潟 |
| フェアプレー賞 (J3)      | ブラウブリッツ秋田、AC長野パルセイロ、ヴァンラーレ八戸、ガイナーレ鳥取、セレッソ大阪U-23、FC岐阜、ロアッソ熊本、ガンバ大阪U-23、カマタマーレ讃岐、藤枝MYFC、アスルクラロ沼津、鹿児島ユナイテッドFC、福島ユナイテッドFC、カターレ富山                                                                                    |
| フェアプレー個人賞       | 山口蛍 (ヴィッセル神戸) |
| 功労選手賞               | 佐藤勇人、 那須大亮、 明神智和 |
| 最優秀育成クラブ賞       | 東京ヴェルディ |
| 最優秀ゴール賞           | 齊藤未月 (湘南ベルマーレ) 第27節 vs神戸戦 84分 (ノエスタ) |

### ベストイレブン
| ポジション | 選手名             | 受賞回数 | 所属クラブ       |
| ---------- | ------------------ | -------- | ---------------- |
| GK         | チョン・ソンリョン | 2        | 川崎フロンターレ |
| DF         | ジェジエウ         | 初       | 川崎フロンターレ |
| DF         | 谷口彰悟           | 2        | 川崎フロンターレ |
| DF         | 登里享平           | 初       | 川崎フロンターレ |
| DF         | 山根視来           | 初       | 川崎フロンターレ |
| MF         | 家長昭博           | 2        | 川崎フロンターレ |
| MF         | 田中碧             | 初       | 川崎フロンターレ |
| MF         | 三笘薫             | 初       | 川崎フロンターレ |
| MF         | 守田英正           | 初       | 川崎フロンターレ |
| FW         | マイケル・オルンガ | 初       | 柏レイソル       |
| FW         | エヴェラウド       | 初       | 鹿島アントラーズ |

## 協賛団体
| 協賛カテゴリー種別                                  | 協賛団体名                                                                      | 契約開始年度 |
| --------------------------------------------------- | ------------------------------------------------------------------------------- | ------------ |
| Jリーグタイトルパートナー                           | 明治安田生命保険                                                                | 2015年       |
| Jリーグオフィシャルブロードキャスティングパートナー | Perform Investment Limited (DAZN)                                               | 2017年       |
| Jリーグトップパートナー                             | アイデム                                                                        | 2005年       |
| Jリーグトップパートナー                             | ルートインジャパン                                                              | 2015年       |
| Jリーグトップパートナー                             | イオンリテール                                                                  | 2015年       |
| Jリーグトップパートナー                             | エレクトロニック・アーツ (EAスポーツ)                                           | 2016年       |
| Jリーグトップパートナー                             | マスターカード・ジャパン                                                        | 2017年       |
| Jリーグトップパートナー                             | NTTドコモ                                                                       | 2017年       |
| Jリーグトップパートナー                             | コナミデジタルエンタテインメント                                                | 2018年       |
| Jリーグトップパートナー                             | いちご                                                                          | 2019年       |
| Jリーグ百年構想パートナー                           | 朝日新聞社                                                                      | 2003年       |
| リーグカップ戦スポンサー                            | ヤマザキビスケット                                                              | 1992年       |
| スーパーカップスポンサー                            | 富士ゼロックス                                                                  | 1994年       |
| Jリーグオフィシャルエクイップメントパートナー       | モルテン                                                                        | 1993年       |
| Jリーグオフィシャルエクイップメントパートナー       | アディダス ジャパン                                                             | 2005年       |
| スポーツ振興パートナー                              | 日本スポーツ振興センター (スポーツ振興くじ <toto>)                              | 2003年       |
| Jリーグオフィシャルチケッティングパートナー         | ぴあ                                                                            | 2012年       |
| JリーグオフィシャルECプラットフォームパートナー     | 楽天                                                                            | 2017年       |
| Jリーグオフィシャルテクノロジーパートナー           | NTTグループ                                                                     | 2017年       |
| JリーグオフィシャルVAR・フェアプレーパートナー      | トップ                                                                          | 2020年       |
| Jリーグオフィシャルタイムキーパー                   | TAG HEUER, Branch of LVMH Swiss Manufactures SA                                 | 2019年       |
| Jリーグサポーティングカンパニー                     | ヤフー (Yahoo! JAPAN)                                                           | 2015年       |
| Jリーグサポーティングカンパニー                     | デロイトトーマツファイナンシャルアドバイザリー デロイトトーマツコンサルティング | 2017年       |

## Jリーグ百年構想クラブ
2020年8月3日時点。特記なしはいずれも日本フットボールリーグ (JFL) 所属。†は2020年2月25日の理事会で新規承認。△は解除条件付失格処分期間あり。×は2020年8月2日に百年構想クラブを離脱。
- ラインメール青森
- いわきFC†
- 東京武蔵野シティFC×
- 栃木シティ (関東サッカーリーグ1部)
- VONDS市原FC（関東1部）†
- 南葛SC（東京都1部）†
- ヴィアティン三重†
- FC大阪†
- 奈良クラブ△
- テゲバジャーロ宮崎

## 2021年度クラブライセンス審査結果
2020年9月28日、Jリーグは2021シーズンのクラブライセンスのうち、J1・J2のライセンスについて、クラブライセンス交付第一審機関 (FIB)による審査結果を発表した。J2ライセンス以上についてはJ1・J2の40クラブ、J3の12クラブ (岩手・秋田・相模原・富山・長野・岐阜・藤枝・鳥取・讃岐・今治・熊本・鹿児島)の計52クラブから申請があり、申請した52クラブ全てにライセンスが交付された。岩手・水戸・町田・相模原・藤枝・今治・鹿児島・琉球は2018年改定で新たに加わった「施設基準の例外規定 (5年以内のスタジアムの新設)」適用申請が認められ、水戸に初の（解除条件のない）J1ライセンスが、岩手・相模原・藤枝・今治に初のJ2ライセンスが交付された。なお、今治は昇格の順位条件を充足した上でスタジアムの短期改修（ありがとうサービス. 夢スタジアムへの試合開催可能な照明設備の設置）を行うことが前提となった解除条件付きのJ2ライセンスであったが、同年のJ3リーグで順位案件の成績を充足せず短期改修を行わないことが確定したため、解除条件を充足したことからJ3ライセンスに変更となった。
一方、J3クラブライセンスについては、まず2020年9月15日に「J3入会を希望するクラブ」に対するJ3クラブライセンス申請の審査結果が公表され、申請のあった6クラブに対してJ3ライセンス交付の判定となったことを発表した。2020年10月13日には、J2以上のライセンスを取得していない、J3リーグに参加している4クラブ (八戸・福島・YS横浜・沼津)に対するライセンス申請の審査結果が公表され、すべてのクラブにJ3ライセンス交付の判定の結果となった。この年Jリーグ百年構想クラブに認定されたクラブのうち、JFLに加盟する青森・いわき・FC大阪の3クラブがJ3ライセンスを申請し、承認された。また、前年申請しながらスタジアムの問題で申請を取り下げた宮崎も新たに交付判定を受けている。なお、武蔵野は前年（2019年12月）までに、スタジアムの新設計画が進んでいないことを理由にライセンス申請を行わないことを発表しており、同年8月2日に百年構想クラブの認定も返上している。
クラブ名の後ろに「」が付いたクラブは当該ライセンスを初めて交付されたクラブ。「（例外）」はスタジアムや練習場の上位ライセンス基準を充足するための改修・改築、ないしは新設計画があることによる例外規定を適用した特例で上位ライセンスを取得したクラブ。
- J1ライセンス (44クラブ) - 札幌、仙台、山形、鹿島、水戸（例外）、栃木、群馬、浦和、大宮、千葉、柏、FC東京、東京V、町田（例外）、川崎、横浜FM、横浜FC、湘南、甲府、松本、新潟、富山、金沢、清水、磐田、名古屋、岐阜、京都、G大阪、C大阪、神戸、岡山、広島、山口、徳島、愛媛、福岡、北九州、鳥栖、長崎、熊本、大分、鹿児島（例外）、琉球（例外）
- J2ライセンス (8クラブ→7クラブ) - 岩手（例外）、秋田、相模原（例外）、長野、藤枝（例外）、鳥取、讃岐
- J3ライセンス（10クラブ→11クラブ） - 青森、八戸、福島、いわき、YS横浜、沼津、三重、奈良、FC大阪、今治[注 19]、宮崎